# (8587) Ruficollis
(8587) Ruficollis es un asteroide que forma parte del cinturón de asteroides y fue descubierto por Ingrid van Houten-Groeneveld, Cornelis Johannes van Houten y Tom Gehrels el 25 de septiembre de 1960 desde el observatorio del Monte Palomar, Estados Unidos.

## Designación y nombre
Ruficollis recibió al principio la designación de 3078 P-L. Se llama así por el Tachybaptus ruficollis o zampullín chico.

## Características orbitales
Ruficollis orbita a una distancia media del Sol de 2,350 ua, pudiendo alejarse hasta 2,568 ua y acercarse hasta 2,131 ua. Su inclinación orbital es 5,216 grados y la excentricidad 0,093. Emplea 1315,53 días en completar una órbita alrededor del Sol.

## Características físicas
La magnitud absoluta de Ruficollis es 14,61. Tiene 3,124 km de diámetro y su albedo se estima en 0,378.